# Tourisme en Thaïlande

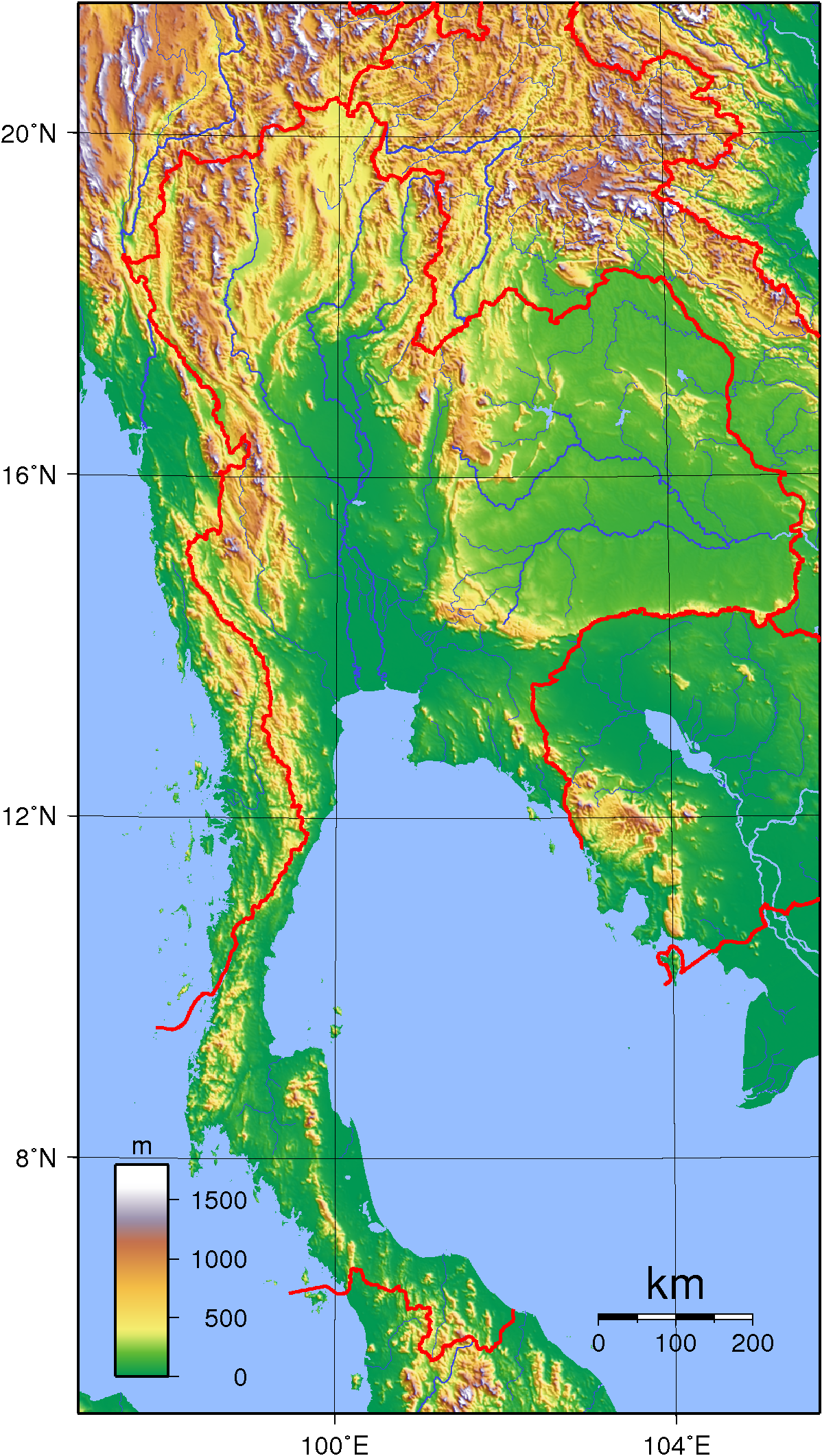
Topographie de la Thaïlande

Le tourisme est un secteur clé de l'économie thaïlandaise, attirant chaque année des dizaines de millions de visiteurs. Ces dernières années, une part croissante des arrivées provient de pays d’Asie, notamment de Chine et d’Inde, ainsi que de Russie.
En 2019, le tourisme en Thaïlande atteint un niveau record avec 39,9 millions de visiteurs étrangers, représentant 18,3 % du produit intérieur brut (PIB) du pays et illustrant ainsi son rôle central dans l’économie nationale. L’Asie de l’Est et du Sud-Est constituent de loin les principales régions émettrices avec plus de 27,6 millions de touristes, soit 69,3 % du total. L’Europe arrive en deuxième position avec 6,5 millions de visiteurs (16,4 %), suivie de l’Asie du Sud (5,9 %), des Amériques (3,9 %), de l’Océanie (2,2 %), du Moyen-Orient (1,8 %) et de l’Afrique (0,5 %).
En revanche, la pandémie de Covid-19 provoque une chute drastique de la fréquentation : seulement 6,7 millions de touristes en 2020, et à peine plus de 400 000 en 2021. En 2024, le secteur reprend fortement, avec 35,5 millions de touristes internationaux accueillis, dont environ les trois quarts proviennent d’Asie. Cependant, le pays perd le titre du pays asiatique le plus visité au détriment du Japon qui avec 36,87 millions de touristes internationaux, surpasse la Thaïlande et rentre officiellement dans le top 10 des pays les plus visités dans le monde,.
La Thaïlande propose une grande diversité de destinations mêlant sites historiques, richesses culturelles et espaces naturels remarquables. Le pays regorge de lieux d’intérêt : plages tropicales, temples bouddhistes, montagnes verdoyantes, marchés flottants et fêtes traditionnelles font partie intégrante de l'expérience thaïlandaise. Parmi les destinations phares figurent : 
Bangkok, capitale dynamique et cosmopolite ; Chiang Mai, porte d’entrée vers le nord culturel ; Phuket, Krabi et les îles du sud, prisées pour leurs plages et activités nautiques ; Pattaya, station balnéaire populaire à proximité de Bangkok ; Sukhothaï et Ayutthaya, anciennes capitales royales riches en patrimoine historique et archéologique.

## Destinations
Selon le Mastercard Global Destination Cities Index, Bangkok s’impose en 2019, comme la première destination touristique de Thaïlande, accueillant 22,8 millions de visiteurs internationaux. Elle devient ainsi la ville la plus visitée au monde, devant Paris. Elle est suivie en Thaïlande par Phuket, avec 9,9 millions de visiteurs, puis Pattaya, avec 9,3 millions. En 2023, une étude classe Phuket comme la destination la plus surpeuplée au monde, avec un ratio de 118 touristes pour un habitant : ce ratio impressionnant est cependant à relativiser car les touristes ne sont que de passage et ne séjournent généralement que 3-4 jours voire au maximum une semaine ou 10 jours à Phuket alors que les thaïlandais habitent et vivent à Phuket souvent toute l'année, 52 semaines sur 52. Pattaya et Krabi occupent alors respectivement les deuxième et troisième places de ce classement. Cette affluence excessive exerce une pression importante sur les infrastructures locales, l’environnement naturel et la qualité de vie des habitants.

### Bangkok
Bangkok, la capitale et ses 10 millions d'habitants, attire les touristes qui visitent en nombre le Wat Phra Kaeo ou le Wat Arun, et de l'autre côté du fleuve Chao Phraya, se trouvent d'autres sites presque désertés, comme le Wat Suthat, le Wat Benchama Bophit (en marbre) ou Phukhao Thong, la "montagne d'or".

### Îles et stations balnéaires

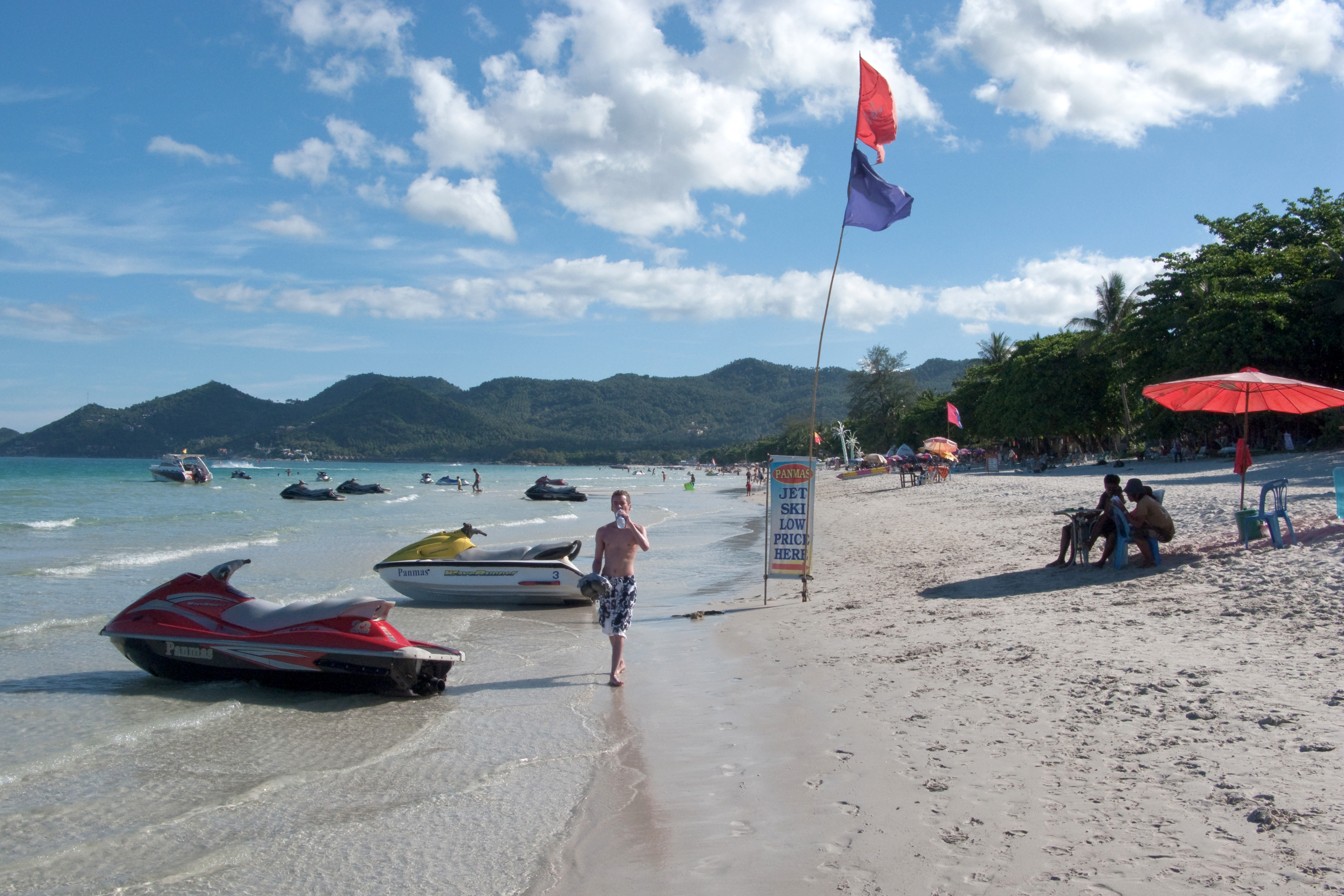
Ko Samui (2009)

Au sud de la Thaïlande, l'île de Phuket, sur la mer d'Andaman, très appréciée pour ses plages et sa vie nocturne, attire de très nombreux de touristes. De là il est facile de rejoindre les îles Phi-Phi. De l'autre côté de la baie de Phang Nga se trouve Krabi et sa plage de Ao Nang. Les traces du tsunami du 26 décembre 2004 ont été rapidement effacées. De l'autre côté de la péninsule Malaise, sur le golfe de Thaïlande, se trouve l'île de Koh Samui, appréciée par les vacanciers en juillet et août car il y pleut moins qu'à Phuket durant la saison des pluies. Koh Samui est moins atteinte que Phuket par le tourisme de masse.
Le voyageur qui remonte vers le nord en longeant la côte est trouve la ville de Phetchaburi, ses nombreux temples et les richesses qui l'entourent, notamment le palais de Phra Nakom Khiri (ou Khao Wang) qui s'étend sur trois collines et est envahi par les singes. Ensuite, Hua Hin, station balnéaire des habitants aisés de Bangkok, ainsi que Cha-am. 
La station balnéaire de Pattaya, située à 147 km au sud-est de Bangkok attire également énormément de touristes. En continuant sur la côte, se situe Rayong, moins touristique car plus industrielle (raffineries de pétrole), puis, bien à l'Est, Chanthaburi, connue pour son marché aux pierres précieuses (rubis, saphirs, topazes, opales, etc) qui se tient trois jours par semaine en pleine rue au milieu des vendeurs de fruits et légumes.

### Sites historiques
Sur la route du nord, se trouvent les sites historiques d'Ayutthaya, Sukhothaï et Chiang Mai.

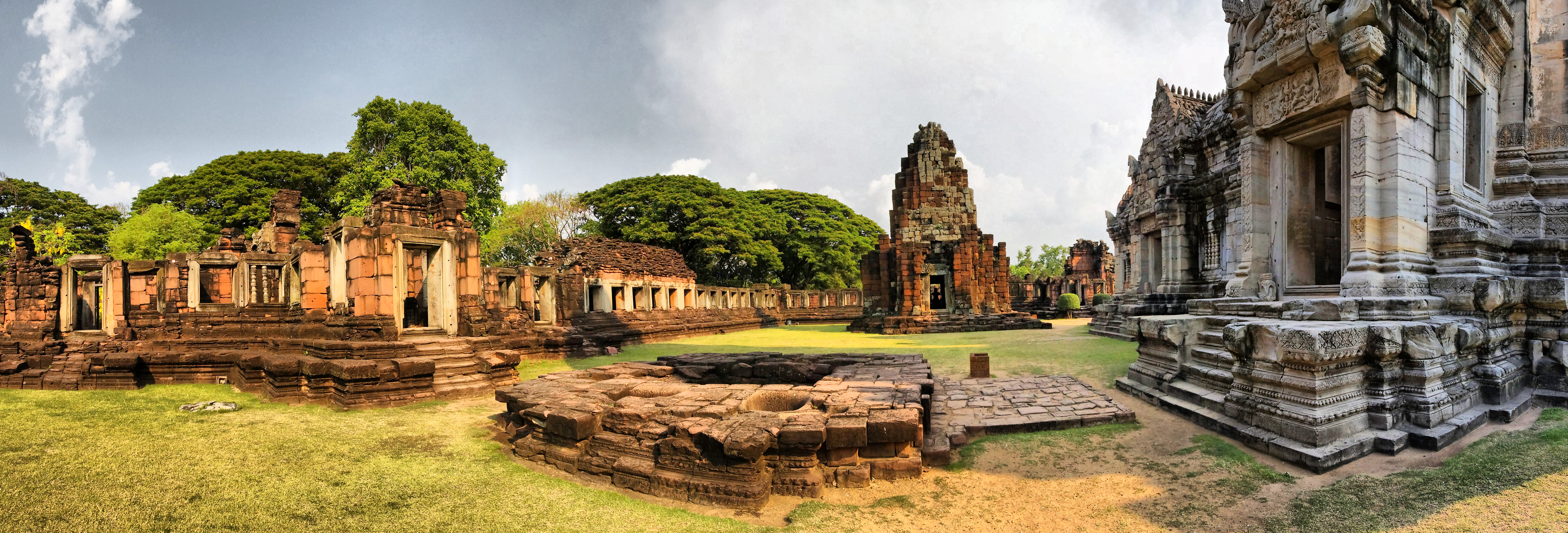
Vue panoramique du Prasat Hin Phimai.

L'est de la Thaïlande est beaucoup moins touristique. Seulement 1 % des touristes s'y rendent. Sur la route nationale 205 en direction de Khorat, en provenance de Bangkok, près de la ville de Thep Sa Thit se trouve Pa Hin Ngam (en), une colline de 800 mètres de hauteur dont le sommet se couvre d'orchidées sauvages au mois de juillet. Cette région est nettement moins chaude que Bangkok ou que la route du nord vers Sukhotai car elle se situe sur un plateau à 250 m d'altitude. Autour de Khorat se trouvent plusieurs temples khmers, dont les plus connus sont le Prasat Hin Phimai et le Prasat Phnom Rung. Toujours plus à l'est passe le fleuve Mékong.

### Parcs nationaux
Le parc national de Khao Yai est situé entre la plaine centrale et l’Isan, à seulement 200 kilomètres de Bangkok. Considéré par beaucoup comme l’un des plus beaux parcs du monde et inscrit au patrimoine mondial de l’humanité, il est à l'écart de la pollution et du bruit de la capitale. Il abrite la plus grande forêt de mousson du continent asiatique.

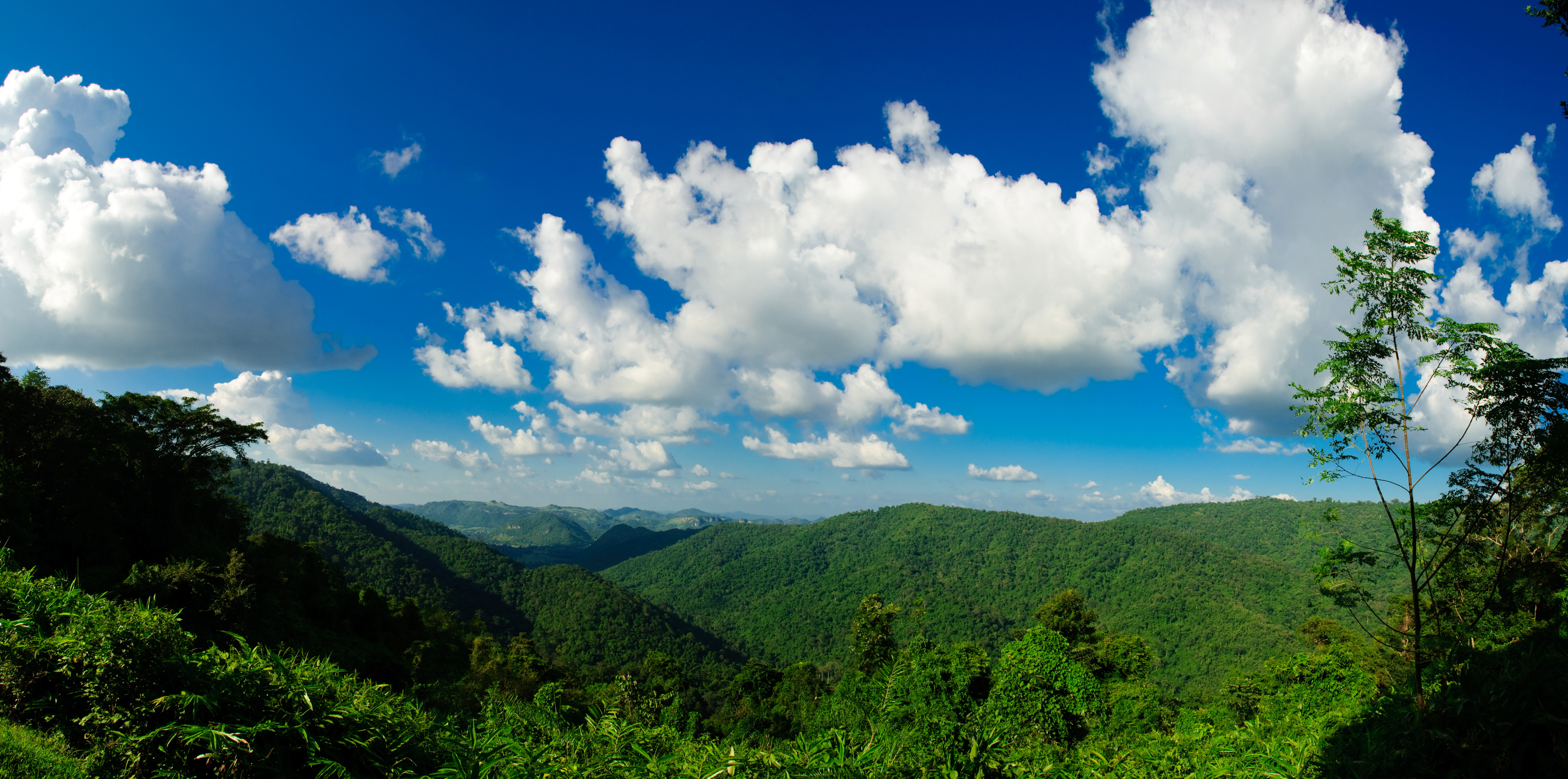
Panorama du parc national de Khao Yai.

## Principaux points d’entrée

### Par voie aérienne
La majorité des visiteurs internationaux arrivent en Thaïlande par avion. Le pays dispose de plusieurs aéroports internationaux bien desservis, notamment :
- Aéroport Suvarnabhumi (BKK) : situé à environ 30 km à l’est de Bangkok, c’est le principal hub international du pays. Il accueille un grand nombre de vols long-courriers ainsi que des correspondances régionales.
- Aéroport international de Don Mueang (DMK) : également à Bangkok, il est principalement utilisé par les compagnies à bas coût opérant dans la région Asie-Pacifique.
- Aéroport international de Phuket (HKT) : situé sur l'île de Phuket, il accueille de nombreux vols internationaux, particulièrement en provenance d’Europe, d’Asie de l’Est et d’Australie.
- Aéroport international de Chiang Mai (CNX) : desservant le nord du pays, il propose des liaisons vers plusieurs grandes villes asiatiques.
- Aéroport international de Krabi (KBV) : point d’entrée pour la région d’Andaman, il accueille principalement des vols saisonniers en provenance de l’étranger.
- Aéroport international de Pattaya-U-Tapao (UTP) : situé près de Pattaya, il dessert la côte est du golfe de Thaïlande ; utilisé à l’origine comme base militaire, il s’ouvre progressivement au trafic civil, notamment pour les vols charters et internationaux, surtout en provenance de Russie.

### Par voie terrestre
La Thaïlande partage des frontières terrestres avec le Cambodge, le Laos, la Malaisie et le Myanmar. Plusieurs postes-frontières permettent le passage des voyageurs :
- Poipet (Cambodge) : principal point d’entrée terrestre depuis le Cambodge, il relie la ville cambodgienne de Poipet à celle d’Aranyaprathet en Thaïlande. Ce passage est très fréquenté, notamment par les touristes se rendant de Siem Reap à Bangkok.
- Nong Khai (Laos) : passage frontalier via le Pont de l'amitié lao-thaïlandaise, permettant l’accès entre Vientiane et le nord-est de la Thaïlande.
- Padang Besar et Sadao (Malaisie) : au sud du pays, ces deux points sont très utilisés par les voyageurs se déplaçant entre la Malaisie (notamment Penang ou Kuala Lumpur) et la Thaïlande.
- Mae Sai (Myanmar) : situé dans le nord, ce poste-frontière permet d’entrer depuis la ville birmane de Tachileik.

### Par voie maritime
Certains voyageurs arrivent également par bateau, notamment depuis la Malaisie ou via des croisières. Des ferries relient aussi certaines îles thaïlandaises entre elles, mais ces trajets sont principalement intérieurs.

## Visas

### Exemption de visa
Depuis le 15 juillet 2024, les ressortissants de 93 pays, dont la France, peuvent séjourner en Thaïlande sans visa pour une durée maximale de 60 jours, dans le cadre du programme d'exemption de visa élargi. Cette exemption est applicable pour les séjours touristiques, les engagements professionnels ou les travaux ponctuels. Une extension de 30 jours supplémentaires peut être demandée auprès d'un bureau d'immigration local, portant la durée totale du séjour à 90 jours. L'extension est soumise à l'appréciation des autorités d'immigration.

### Autres types de visas
Pour des séjours de plus longue durée ou à d'autres fins (travail, études, retraite), plusieurs types de visas sont disponibles :
- Visa touristique (TR) : permet un séjour initial de 60 jours, prolongeable de 30 jours supplémentaires.
- Visa non-immigrant B : destiné aux activités professionnelles ou commerciales.
- Visa non-immigrant O :autorise un séjour initial de 90 jours, renouvelable sous certaines conditions.
- Visa non-immigrant OA : pour les retraités souhaitant un séjour de longue durée. Permet un séjour d'un an, renouvelable, pour les personnes âgées de 50 ans ou plus.
- Visa non-immigrant OX : pour les retraités souhaitant un séjour de longue durée. Offre un séjour initial de 5 ans, renouvelable une fois pour atteindre une durée totale de 10 ans, destiné aux retraités de certaines nationalités.
- Visa non-immigrant ED : pour les étudiants inscrits dans des établissements reconnus en Thaïlande.
- Visa Elite : offre des séjours de 5 à 20 ans avec divers avantages, destiné aux personnes recherchant une résidence à long terme[9].
- Destination Thailand Visa (DTV) : lancé en 2024, ce visa de 5 ans vise les travailleurs à distance, freelances, nomades numériques, ainsi que les participants à des activités culturelles ou de bien-être (Muay Thai, cuisine, soins médicaux, etc.). Il permet des séjours de 180 jours par entrée, renouvelables une fois. Des conditions financières s’appliquent, notamment un solde bancaire minimum requis.
- Long-Term Resident Visa (LTR) : lancé en 2022, ce visa de 10 ans (5 ans renouvelables) vise à attirer des étrangers à haut potentiel, tels que les investisseurs fortunés, les retraités aisés, les professionnels hautement qualifiés et les travailleurs à distance. Il offre des avantages tels que des exemptions fiscales, la possibilité de travailler en Thaïlande, des procédures d'immigration simplifiées et la possibilité d'inclure des membres de la famille sans limitation de nombre.

### Carte d'arrivée numérique (TDAC)
À partir du 1er mai 2025, tous les voyageurs étrangers doivent remplir la Thailand Digital Arrival Card (TDAC) avant leur arrivée en Thaïlande, quel que soit le mode d'entrée (aérien, terrestre ou maritime). Ce formulaire électronique remplace la carte d'arrivée papier (TM6) et doit être complété en ligne dans les trois jours précédant l'arrivée. Il recueille des informations personnelles, les détails du voyage, l'adresse de séjour en Thaïlande et une déclaration de santé.

## Évolution du tourisme

### Années 1960 et 1970
Au cours des années 1960, la Thaïlande s’est progressivement imposée comme une destination touristique de premier plan. Ce développement s’explique d’abord par la montée en puissance de l’aéroport de Bangkok, qui, grâce à la modernisation des avions et à une politique d’ouverture envers les compagnies étrangères, est devenu un important hub aérien régional. Ensuite, la présence américaine durant la guerre du Viêt Nam a largement contribué à accroître la fréquentation du pays. Le pays a accueilli plusieurs bases militaires américaines, en particulier la base aérienne d'U-Tapao, située près de Pattaya. Construite à partir de 1965, la base d'U-Tapao a été utilisée par l'US Air Force pour des opérations de bombardement stratégique, notamment avec les B-52, ainsi que pour le ravitaillement en vol avec des KC-135. Cette présence militaire a contribué au développement des infrastructures locales (routes, logements, services) pour répondre aux besoins du personnel militaire et civil. Parallèlement, la Thaïlande a servi de lieu de repos et de loisirs (« Rest and Recreation ») pour des dizaines de milliers de soldats américains, ce qui a favorisé l’émergence de zones touristiques destinées à une clientèle étrangère, notamment à Pattaya. Ce phénomène a contribué à poser les bases d'une industrie touristique florissante, orientée vers l'international. Cette dynamique a coïncidé avec l’essor du transport aérien international, la stabilité politique relative de la Thaïlande par rapport à ses voisins, ainsi qu’une politique gouvernementale favorable au tourisme. Dans ce contexte, la culture thaïlandaise, perçue comme à la fois exotique et accessible, a su séduire de nombreux voyageurs occidentaux, notamment ceux qui empruntaient la célèbre « hippie trail » reliant l’Europe à l’Asie du Sud-Est.
Cette première ouverture au tourisme étranger a préparé le terrain pour un essor beaucoup plus large dans la décennie suivante. Entre les années 1960 et 1970, la Thaïlande voit le tourisme s’implanter durablement, sous des formes variées : tourisme d’agrément, tourisme de congrès et tourisme d’affaires.

### Années 1980
En 1979, la Tourism Authority of Thailand (TAT) est créée pour structurer, coordonner et dynamiser le secteur touristique. Elle met en œuvre des politiques de diversification des destinations, renforce la promotion du pays à l’international et contribue à la croissance rapide de l’industrie touristique thaïlandaise durant les décennies suivantes.
Les années 1980 marquent une période de forte expansion, parfois qualifiée d’« âge d’or » du tourisme en Thaïlande. Le tourisme devient progressivement l’une des principales sources de revenus pour le pays.
En 1987, l’année est déclarée « Visit Thailand Year » à l’occasion du 60e anniversaire du roi Rama IX. À cette occasion, l’Office national du tourisme de Thaïlande (TAT) lance une vaste campagne de promotion internationale, qui entraîne une augmentation de près de 50 % des arrivées de visiteurs étrangers entre 1986 et 1988.
De 81 000 visiteurs internationaux en 1960, la Thaïlande passe à un demi-million en 1969, franchit le cap du million en 1973, atteint deux millions en 1981, puis près de cinq millions en 1989, illustrant la montée en puissance de son attractivité touristique,.
Cette croissance soutenue joue un rôle déterminant dans le développement économique du pays. Le tourisme devient le principal pourvoyeur de devises étrangères et génère de nombreux emplois directs et indirects, en particulier dans les secteurs des services, de l’hôtellerie, de la restauration et de l’artisanat.

### Années 1990 et 2000
Au cours des années 1990, avec l’essor de la mondialisation et le développement de nouvelles classes moyennes en Asie et en Europe de l’Est, la Thaïlande commence à attirer une clientèle touristique plus diversifiée. On observe une augmentation marquée du nombre de visiteurs en provenance de Chine et de Russie, deux marchés émergents qui joueront un rôle croissant dans le tourisme thaïlandais au cours des décennies suivantes.
En 1997, la Thaïlande accueille environ 7 millions de touristes internationaux, tandis que la France enregistre 63 millions de visiteurs étrangers, confirmant sa position de première destination touristique mondiale.
Frénésie de construction hôtelière, aménagement des sites, création de nouveaux produits touristiques adaptés à la demande internationale (Amanpuri), développement de l'artisanat et efforts permettent d'accueillir plus de 10 millions de visiteurs en 2002.
En 2004, un violent tsunami frappe les côtes thaïlandaises, provoquant un net recul du tourisme.

### Le tourisme après le tsunami de 2004

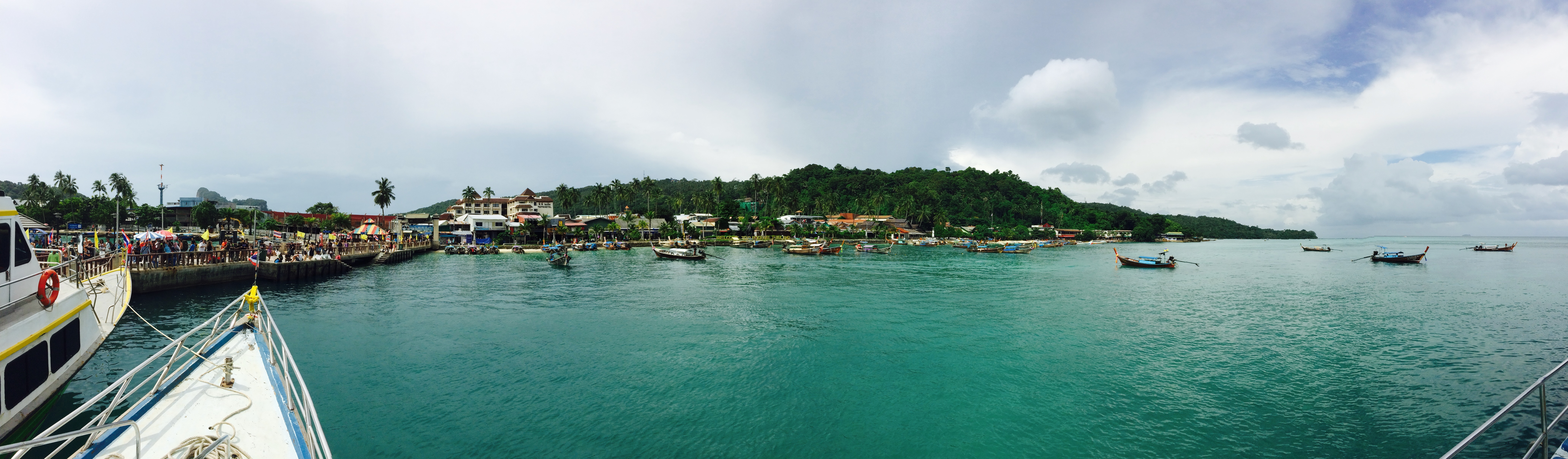
Afflux de touristes à Koh Phi Phi Don en août 2015

L'année 2005 est une période charnière pour le tourisme thaïlandais. Dans un premier temps les touristes change de destination, puis ils profitent de la baisse des prix des voyages de mars à septembre 2005 environ. Les destinations changent cependant lors de la reconstruction des zones littorales les plus réputées, comme la ville de Patong située sur l'île de Phuket par exemple. Des zones secondaires et situées dans l'intérieur des terres connaissent un essor particulier, qui leur permet de se faire connaître.
Le tourisme après le tsunami est donc un tourisme plus équilibré géographiquement.
Le tourisme d'affaire intéresse particulièrement le pays, ses revenus étant nettement plus important que ceux du tourisme classique. La Thaïlande construit donc de plus en plus d'hôtels de luxe (4 ou 5 étoiles) dans la capitale Bangkok, afin d'accueillir des congressistes venus du monde entier. D'autant que la concurrence est rude, ses voisins Hong Kong et Shanghai ayant une nette avance dans l'accueil de touristes d'affaire.
En 2011, le royaume établit un record d'affluence avec près de 20 millions de visiteurs et une augmentation de 30 % de ses recettes touristiques.
En 2017, le tourisme en Thaïlande a doublé en six ans avec 35 millions de visiteurs étrangers, représentant 17,7 % du produit intérieur brut (PIB) du pays et fournissant des emplois à 6 millions de Thaïlandais.
En 2019, la fréquentation touristique atteint un niveau record en Thaïlande, avec près de 40 millions de visiteurs internationaux. En comparaison, la France reste largement en tête avec 90 millions de visiteurs en 2018.

### Impact de la pandémie de Covid-19
Comme conséquence de la pandémie de Covid-19, en 2020 le tourisme international connaît une baisse de 80% par rapport à l'année précédente, n'atteignant qu'à peine plus de 6 millions de touristes d'après les estimations de la Banque de Thaïlande ; le pays avait auparavant enregistré en 2019 un chiffre record de visites avec 39,8 millions de touristes.
Le nombre de voyageurs internationaux est réduit à presque néant en 2021 pour éviter que l'épidémie de Covid-19 ne se propage dans le pays : les autorités n'espèrent que 100 000 voyageurs internationaux pour cette année 2021. À partir du 1er novembre 2021, les autorités ouvrent le pays sans quarantaine pour les voyageurs de 45 pays.
Au premier trimestre 2022, la Thaïlande enregistre un peu moins de 500 000 arrivées de touristes internationaux, soit une légère amélioration par rapport aux deux années précédentes, mais encore très en deçà des niveaux pré-pandémiques. Cette faible fréquentation s'explique par les restrictions sanitaires encore en vigueur, notamment l'obligation de présenter un test RT-PCR négatif avant le départ et la nécessité de s'enregistrer via le système "Thailand Pass". À partir du 1er mai 2022, les autorités thaïlandaises assouplissent certaines mesures : les voyageurs vaccinés ne sont plus tenus de présenter un test RT-PCR à l’arrivée, bien que le "Thailand Pass" reste en vigueur. Le 1er juillet, ce dernier est supprimé, facilitant davantage l’entrée dans le pays et le 1er octobre toutes les restrictions sont levées. Parallèlement, le programme "Phuket Sandbox", lancé en juillet 2021, permet déjà aux voyageurs entièrement vaccinés de séjourner à Phuket sans quarantaine stricte, à condition de présenter des tests PCR négatifs. Ces assouplissements entraînent une nette hausse des arrivées : 1, 5 million au deuxième trimestre, 3,6 au troisième et 5,5 au quatrième trimestre. Finalement, la Thaïlande accueille environ 11,15 millions de touristes internationaux en 2022, dépassant l’objectif gouvernemental initial et marquant une reprise significative du secteur,.
En 2024, après une forte baisse due à la pandémie de Covid-19, la Thaïlande retrouve une affluence importante avec environ 35,5 millions de touristes internationaux.

## Principaux marchés touristiques étrangers

### Années 1980-1990
Dans les années 1980, les arrivées internationales en Thaïlande connaissent une importante progression, passant de 2 millions en 1981 à près de 5 millions en 1989. En 1981, les six principaux marchés émetteurs représentent un peu plus de 53 % des touristes : la Malaisie (17 %), le Japon (12 %), Hong Kong (8 %), les États-Unis (6 %), Singapour (5 %) et la République fédérale d’Allemagne (5 %). En 1992, la Thaïlande enregistre environ 5,1 millions d’arrivées internationales. Les principaux marchés émetteurs sont alors la Malaisie (14 %), le Japon (11 %), Taïwan (8 %), l’Allemagne (5 %), les États-Unis (5 %), la Grande-Bretagne (5 %) et l’Australie (4 %), ces sept pays représentant ensemble environ la moitié des arrivées internationales cette année-là. Par ailleurs, les touristes occidentaux (Amérique du Nord, Europe de l’Ouest, Australie, etc.) sont estimés à environ 2 millions de personnes, soit environ 40 % du total au début des années 1990.

### Années 2020
En 2024, les cinq principaux marchés émetteurs de touristes internationaux vers la Thaïlande sont, par ordre d’importance, la Chine, la Malaisie, l’Inde, la Corée du Sud et la Russie. Ces cinq nationalités totalisent à elles seules près de la moitié des 35,5 millions de visiteurs étrangers enregistrés cette année-là,.

#### Les touristes chinois en Thaïlande
La Chine constitue depuis les années 2010 le principal marché émetteur de touristes vers la Thaïlande : 1,5 million en 2011 et 11 millions en 2019.
En 2024, environ 6,73 millions de visiteurs chinois sont recensés, marquant une forte reprise après les restrictions liées à la pandémie. Cette augmentation s'explique notamment par la mise en œuvre, à partir de mars 2024, d'un accord bilatéral d'exemption de visa entre les deux pays.
D’après une analyse publiée en mai 2025 par le site Gavroche Thaïlande, les arrivées de touristes chinois connaissent toutefois un ralentissement au cours de l’année suivante, retombant à environ 30 % du niveau de 2019 fin avril. Plusieurs facteurs sont avancés pour expliquer ce recul :  
- une reprise inégale des voyages internationaux au départ de Chine,
- une évolution des profils de voyageurs, avec la montée des touristes indépendants au détriment des groupes organisés,
- la concurrence accrue de destinations régionales,
- et une perception accrue de l’insécurité en Thaïlande selon certains sondages.

En réponse à cette baisse de fréquentation, la TAT lance la campagne « Sawasdee Nihao » en juin 2025, à l’occasion du 50e anniversaire des relations diplomatiques entre la Chine et la Thaïlande, afin de restaurer la confiance et encourager les flux touristiques chinois.

#### Les touristes malaisiens en Thaïlande
En 2024, la Malaisie est devenue le deuxième marché émetteur de touristes vers la Thaïlande, avec près de 5 millions de visiteurs enregistrés selon les autorités thaïlandaises. Cette forte affluence s'explique par la proximité géographique, des liens culturels étroits, ainsi que par la facilité des déplacements transfrontaliers.
Une grande partie des touristes malaisiens accède au territoire thaïlandais par voie terrestre, en particulier via le poste-frontière de Sadao (province de Songkhla), qui reste l’un des points d’entrée les plus fréquentés pour les visiteurs venant du sud de la péninsule malaise.
Les destinations les plus prisées incluent Hat Yai, Krabi, Phuket et Bangkok. Leurs motivations de voyage varient : détente, gastronomie, shopping, ou encore participation à des événements culturels ou religieux. Le bon rapport qualité-prix, les promotions ciblées et les recommandations via les réseaux sociaux contribuent aussi à l’essor de ce flux touristique.
Afin de renforcer cette dynamique, la Thaïlande et la Malaisie ont lancé plusieurs initiatives conjointes, telles que la promotion de circuits touristiques transfrontaliers en voiture, visant à stimuler le tourisme de proximité et les déplacements en autonomie entre les deux pays.

#### Les touristes indiens en Thaïlande
En 2024, l'Inde est devenue le troisième marché émetteur de touristes vers la Thaïlande, avec un total de 2 129 149 visiteurs enregistrés, dépassant ainsi les niveaux d'avant la pandémie. Cette croissance de près de 30 % par rapport à 2023 est attribuée à plusieurs facteurs, notamment l'amélioration de la connectivité aérienne, des politiques de visa favorables et des campagnes de promotion ciblées.
Le 16 décembre 2024, la Thaïlande a célébré l'arrivée de son deux millionième touriste indien de l'année à l'aéroport Suvarnabhumi de Bangkok. Cette étape symbolique souligne l'importance croissante du marché indien pour le secteur touristique thaïlandais.
Les destinations thaïlandaises les plus prisées par les touristes indiens incluent Bangkok, Phuket, Pattaya, Krabi et Chiang Mai. Les activités favorites comprennent la découverte de la cuisine thaïlandaise, les soins de bien-être, le shopping, les visites culturelles et les célébrations de mariages. Les touristes indiens voyagent tout au long de l'année, avec des pics notables pendant les périodes de vacances scolaires et les festivals.
La connectivité aérienne entre l'Inde et la Thaïlande s'est considérablement améliorée, avec 342 vols hebdomadaires offrant 2,9 millions de sièges par an, représentant une reprise de 92,2 % par rapport aux niveaux pré-pandémiques.
En matière de politique de visa, la Thaïlande a mis en place une exemption de visa pour les touristes indiens à partir du 15 juillet 2024, permettant des séjours de 60 jours, avec une possibilité d'extension de 30 jours supplémentaires. De plus, un système d'e-Visa a été lancé pour les ressortissants indiens à partir du 1er janvier 2025, facilitant davantage les démarches de voyage.

#### Les touristes sud-coréens en Thaïlande
En 2024, la Corée du Sud s'est classée au quatrième rang des marchés émetteurs de touristes vers la Thaïlande, avec environ 1,86 million de visiteurs enregistrés. Cette augmentation significative par rapport aux années précédentes est attribuée à la reprise post-pandémique et à l'amélioration des relations bilatérales.
Les touristes sud-coréens sont attirés par diverses activités en Thaïlande, notamment les séjours balnéaires, le golf, les voyages de noces, les vacances en famille et les voyages d'affaires. Des périodes spécifiques, comme les vacances de Chuseok, voient une augmentation notable des arrivées. Par exemple, en août 2024, la Thaïlande enregistrait en moyenne 6 000 à 7 000 arrivées quotidiennes de touristes sud-coréens pendant les week-ends et les jours fériés, et environ 5 000 en semaine.
Concernant les formalités d'entrée, les citoyens sud-coréens bénéficient d'une exemption de visa pour des séjours touristiques en Thaïlande. Selon les accords bilatéraux, ils peuvent séjourner jusqu'à 90 jours sans visa. Cette politique facilite les voyages et contribue à l'augmentation du nombre de visiteurs en provenance de Corée du Sud.

#### Les touristes russes en Thaïlande
En 2024, les Russes constituent l’un des principaux groupes de touristes étrangers en Thaïlande, avec 1 745 327 arrivées enregistrées. La Russie se classe alors au cinquième rang des marchés internationaux pour le pays, et au premier parmi les pays européens.
L'arrivée des touristes russes en Thaïlande débute au début des années 1990, peu après la dissolution de l'Union soviétique. Le premier vol charter en provenance de Russie atterrit à l'aéroport d'U-Tapao en 1992. La Thaïlande devient progressivement une destination populaire pour les Russes, grâce notamment à un accord bilatéral permettant des séjours sans visa jusqu'à 30 jours.
Dès le milieu des années 1990, des destinations balnéaires telles que Pattaya, Phuket et plus tard Koh Samui attirent une clientèle russe croissante, composée en particulier de familles et de touristes issus des nouvelles classes moyennes.Ce phénomène est favorisé par les coûts relativement bas, le climat tropical et l'ouverture croissante du marché touristique thaïlandais aux pays de l'Est.
Des opérateurs russes, comme l'entrepreneur Viktor Kriventsov, jouent un rôle actif dans la promotion de la Thaïlande auprès des agences de voyages russes, contribuant à l'explosion du tourisme en provenance de Russie. Dans les années 2010, la Russie devient l'un des principaux marchés émetteurs de touristes vers la Thaïlande. En 2013, le pays accueille environ 1,75 million de visiteurs russes. Certaines villes, notamment Pattaya, voient émerger de véritables communautés russes, avec la présence d'écoles, de commerces et de journaux en langue russe.
Après 2013, le nombre de touristes russes en Thaïlande connaît une baisse significative, en raison de facteurs tels que la dépréciation du rouble et des tensions géopolitiques. Cependant, en 2024, la Thaïlande enregistre 1,745 million de visiteurs russes, retrouvant ainsi le niveau record atteint en 2013.

## Statistiques

### Statistiques annuelles de fréquentation
| Année | Arrivées   | % Croissance   |
| ----- | ---------- | -------------- |
| 2024  | 35 545 714 |                |
| 2023  | 28 150 016 |                |
| 2022  | 11 153 026 |                |
| 2021  | 427 869    |                |
| 2020  | 6 725 193  |                |
| 2019  | 39 916 251 | [ 22 ]         |
| 2018  | 38 178 194 | [ 55 ]         |
| 2017  | 35 591 978 |                |
| 2016  | 32 529 588 | +8,91 %        |
| 2015  | 29 923 185 | +20,44 %       |
| 2014  | 24 809 683 | -6,54 %        |
| 2013  | 26 546 725 | +18,8 %        |
| 2012  | 22 353 903 | +15,98 %       |
| 2011  | 19 230 470 | +20,67 %       |
| 2010  | 15 936 400 | +12,63 %       |
| 2009  | 14 149 841 | −2,98 %        |
| 2008  | 14 584 220 | +0,83 %        |
| 2007  | 14 464 228 | +4,65 %        |
| 2006  | 13 821 802 | +20,01 %       |
| 2005  | 11 516 936 | −1,15 %        |
| 2004  | 11 650 703 | pas de données |
| 2001  | 10 133 000 |                |
| 1999  | 8 580 000  |                |
| 1998  | 7 843 000  |                |
| 1993  | 5 760 533  |                |
| 1990  | 5 290 000  |                |
| 1989  | 4 809 000  |                |
| 1987  | 3 483 000  |                |
| 1984  | 2 346 709  |                |
| 1981  | 2 018 000  |                |
| 1973  | 1 000 000  |                |
| 1969  | 500 000    |                |
| 1960  | 81 000     |                |

### Répartition géographique des touristes
La répartition par région, sous-région et pays est détaillée ci-dessous pour l'année 2024 basée sur les statistiques officielles du ministère du Tourisme et des Sports de Thaïland. La classification géographique utilisée adopte les découpages géopolitiques habituels. Par exemple, la Turquie et Israël sont inclus dans la région Moyen-Orient, :
| Région                            | Sous-région                       | Pays ou zone                      | Nombre de visiteurs |
| --------------------------------- | --------------------------------- | --------------------------------- | ------------------- |
| Asie                              | Asie du Sud-Est                   | Malaisie                          | 4 952 078           |
| Asie                              | Asie du Sud-Est                   | Laos                              | 1 124 202           |
| Asie                              | Asie du Sud-Est                   | Singapour                         | 1 009 640           |
| Asie                              | Asie du Sud-Est                   | Viêt Nam                          | 984 248             |
| Asie                              | Asie du Sud-Est                   | Indonésie                         | 876 610             |
| Asie                              | Asie du Sud-Est                   | Philippines                       | 598 124             |
| Asie                              | Asie du Sud-Est                   | Cambodge                          | 553 060             |
| Asie                              | Asie du Sud-Est                   | Myanmar                           | 546 629             |
| Asie                              | Asie du Sud-Est                   | Brunei                            | 16 188              |
| Total Asie du Sud-Est             | Total Asie du Sud-Est             | Total Asie du Sud-Est             | 10 660 779 (30,0 %) |
| Asie                              | Asie de l'Est                     | Chine                             | 6 733 162           |
| Asie                              | Asie de l'Est                     | Corée du Sud                      | 1 868 945           |
| Asie                              | Asie de l'Est                     | Taïwan                            | 1 089 910           |
| Asie                              | Asie de l'Est                     | Japon                             | 1 050 904           |
| Asie                              | Asie de l'Est                     | Hong Kong                         | 876 076             |
| Asie                              | Asie de l'Est                     | Macao                             | 55 380              |
| Asie                              | Asie de l'Est                     | Mongolie                          | 32 345              |
| Asie                              | Asie de l'Est                     | Corée du Nord                     | 43                  |
| Total Asie de l'Est               | Total Asie de l'Est               | Total Asie de l'Est               | 11 706 765 (32,9 %) |
| Asie                              | Asie du Sud                       | Inde                              | 2 129 149           |
| Asie                              | Asie du Sud                       | Bangladesh                        | 142 268             |
| Asie                              | Asie du Sud                       | Pakistan                          | 75 114              |
| Asie                              | Asie du Sud                       | Sri Lanka                         | 68 653              |
| Asie                              | Asie du Sud                       | Népal                             | 43 765              |
| Asie                              | Asie du Sud                       | Maldives                          | 28 436              |
| Asie                              | Asie du Sud                       | Bhoutan                           | 21 581              |
| Total Asie du Sud                 | Total Asie du Sud                 | Total Asie du Sud                 | 2 508 966 (7,1 %)   |
| Asie                              | Asie centrale                     | Kazakhstan                        | 195 089             |
| Asie                              | Asie centrale                     | Ouzbékistan                       | 45 346              |
| Asie                              | Asie centrale                     | Kirghizistan                      | 12 007              |
| Total Asie centrale               | Total Asie centrale               | Total Asie centrale               | 252 442 (0,7 %)     |
| Asie                              |                                   | Autres pays d'Asie                | 1 496               |
| Total Asie                        | Total Asie                        | Total Asie                        | 25 130 448 (70,7 %) |
| Océanie                           | Océanie                           | Australie                         | 775 010             |
| Océanie                           | Océanie                           | Nouvelle-Zélande                  | 96 733              |
| Océanie                           |                                   | Autres pays d'Océanie             | 5 907               |
| Total Océanie                     | Total Océanie                     | Total Océanie                     | 877 650 (2,5 %)     |
| Europe                            | Europe du Nord                    | Royaume-Uni                       | 965 862             |
| Europe                            | Europe du Nord                    | Suède                             | 212 523             |
| Europe                            | Europe du Nord                    | Danemark                          | 138 278             |
| Europe                            | Europe du Nord                    | Norvège                           | 109 731             |
| Europe                            | Europe du Nord                    | Finlande                          | 87 528              |
| Europe                            | Europe du Nord                    | Irlande                           | 80 350              |
| Europe                            | Europe du Nord                    | Islande                           | 4 678               |
| Total Europe du Nord              | Total Europe du Nord              | Total Europe du Nord              | 1 346 508 (3,8 %)   |
| Europe                            | Europe de l'Ouest                 | Allemagne                         | 873 364             |
| Europe                            | Europe de l'Ouest                 | France                            | 720 806             |
| Europe                            | Europe de l'Ouest                 | Pays-Bas                          | 261 467             |
| Europe                            | Europe de l'Ouest                 | Suisse                            | 184 046             |
| Europe                            | Europe de l'Ouest                 | Belgique                          | 108 046             |
| Europe                            | Europe de l'Ouest                 | Autriche                          | 107 074             |
| Europe                            | Europe de l'Ouest                 | Luxembourg                        | 5 898               |
| Total Europe de l'Ouest           | Total Europe de l'Ouest           | Total Europe de l'Ouest           | 2 260 701 (6,4 %)   |
| Europe                            | Europe centrale et de l'Est       | Russie                            | 1 745 327           |
| Europe                            | Europe centrale et de l'Est       | Pologne                           | 180 722             |
| Europe                            | Europe centrale et de l'Est       | République tchèque                | 59 615              |
| Europe                            | Europe centrale et de l'Est       | Roumanie                          | 45 097              |
| Europe                            | Europe centrale et de l'Est       | Ukraine                           | 44 956              |
| Europe                            | Europe centrale et de l'Est       | Hongrie                           | 36 945              |
| Europe                            | Europe centrale et de l'Est       | Slovaquie                         | 28 909              |
| Europe                            | Europe centrale et de l'Est       | Lituanie                          | 23 481              |
| Europe                            | Europe centrale et de l'Est       | Biélorussie                       | 20 564              |
| Europe                            | Europe centrale et de l'Est       | Estonie                           | 17 293              |
| Europe                            | Europe centrale et de l'Est       | Bulgarie                          | 17 259              |
| Europe                            | Europe centrale et de l'Est       | Lettonie                          | 11 369              |
| Total Europe centrale et de l'Est | Total Europe centrale et de l'Est | Total Europe centrale et de l'Est | 2 483 979 (7,0 %)   |
| Europe                            | Europe du Sud                     | Italie                            | 267 474             |
| Europe                            | Europe du Sud                     | Espagne                           | 207 710             |
| Europe                            | Europe du Sud                     | Portugal                          | 54 793              |
| Europe                            | Europe du Sud                     | Grèce                             | 20 637              |
| Europe                            | Europe du Sud                     | Slovénie                          | 12 126              |
| Europe                            | Europe du Sud                     | Croatie                           | 9 956               |
| Europe                            | Europe du Sud                     | Serbie                            | 9 727               |
| Europe                            | Europe du Sud                     | Chypre                            | 3 942               |
| Total Europe du Sud               | Total Europe du Sud               | Total Europe du Sud               | 586 365 (1,6 %)     |
| Europe                            |                                   | Autres pays d'Europe              | 23 332              |
| Total Europe                      | Total Europe                      | Total Europe                      | 6 700 885 (18,9 %)  |
| Amérique                          | Amérique du Nord                  | États-Unis                        | 1 030 733           |
| Amérique                          | Amérique du Nord                  | Canada                            | 251 336             |
| Amérique                          | Amérique latine                   | Brésil                            | 63 243              |
| Amérique                          | Amérique latine                   | Mexique                           | 43 813              |
| Amérique                          | Amérique latine                   | Argentine                         | 23 474              |
| Amérique                          | Amérique latine                   | Chili                             | 17 178              |
| Amérique                          | Amérique latine                   | Colombie                          | 17 015              |
| Amérique                          | Amérique latine                   | Pérou                             | 8 344               |
| Amérique                          | Amérique latine                   | Uruguay                           | 3 067               |
| Amérique                          |                                   | Autres pays d'Amérique            | 18 875              |
| Total Amérique                    | Total Amérique                    | Total Amérique                    | 1 477 078 (4,2 %)   |
| Moyen-Orient                      | -                                 | Israël                            | 281 803             |
| Moyen-Orient                      | -                                 | Arabie saoudite                   | 228 032             |
| Moyen-Orient                      | -                                 | Émirats arabes unis               | 169 927             |
| Moyen-Orient                      | -                                 | Oman                              | 110 308             |
| Moyen-Orient                      | -                                 | Turquie                           | 103 692             |
| Moyen-Orient                      | -                                 | Koweït                            | 90 949              |
| Moyen-Orient                      | -                                 | Iran                              | 64 962              |
| Moyen-Orient                      | -                                 | Qatar                             | 43 468              |
| Moyen-Orient                      | -                                 | Bahreïn                           | 33 519              |
| Moyen-Orient                      | -                                 | Jordanie                          | 18 432              |
| Moyen-Orient                      | -                                 | Égypte                            | 16 790              |
| Moyen-Orient                      | -                                 | Yémen                             | 10 392              |
| Moyen-Orient                      | -                                 | Liban                             | 5 828               |
| Moyen-Orient                      | -                                 | Irak                              | 5 637               |
| Moyen-Orient                      |                                   | Autres pays du Moyen-Orient       | 89 927              |
| Total Moyen-Orient                | Total Moyen-Orient                | Total Moyen-Orient                | 1 192 166 (3,3 %)   |
| Afrique                           | -                                 | Afrique du Sud                    | 67 928              |
| Afrique                           | -                                 | Maroc                             | 19 996              |
| Afrique                           | -                                 | Éthiopie                          | 18 245              |
| Afrique                           | -                                 | Maurice                           | 17 774              |
| Afrique                           | -                                 | Kenya                             | 7 075               |
| Afrique                           |                                   | Autres pays d'Afrique             | 35 969              |
| Total Afrique                     | Total Afrique                     | Total Afrique                     | 166 987 (0,5 %)     |
| TOTAL GÉNÉRAL                     | TOTAL GÉNÉRAL                     | TOTAL GÉNÉRAL                     | 35 545 714          |

## Économie du tourisme
En 2010, le tourisme représente environ 10 % du PIB de la Thaïlande.
En 2019, la Thaïlande a accueilli 39,7 millions de touristes, se classant au 9e rang mondial : le tourisme international a contribué cette année-là à 11,4 % du PIB et le tourisme intérieur à 6% confirmant le rôle central du tourisme dans l’économie nationale. Le secteur est également un important pourvoyeur de devises et de millions d’emplois directs et indirects (dans l’hôtellerie, les transports, l’artisanat, etc.). Cette forte dépendance au tourisme a exposé le pays à des vulnérabilités importantes, comme l’a montré la pandémie de Covid-19, qui a provoqué un effondrement du nombre de visiteurs et de recettes touristiques à partir de 2020.

## Impact environnemental du tourisme
L'impact environnemental du tourisme de masse est important : pollution de l'air et pollution des eaux, émissions de gaz à effet de serre, pression sur les milieux naturels, anthropisation, artificialisation des sols, fragmentation des milieux par les infrastructures, perte de biodiversité, exploitation des ressources marines et minières, exploitations d'espèces telles que l'éléphant...
Le nombre d’éléphants en captivité a bondi de 30 % depuis les années 1990. Le secteur est très peu régulé : domestiqué, l'éléphant  est considéré comme du simple bétail d’après la loi thaïlandaise et ne bénéficie d'aucune protection. Pour être domestiqué, l'éléphanteau subit la technique du phajaan, qui consiste à « briser son esprit ». Séparé de sa mère, soumis à un stress important, il est enfermé dans un étroit enclos, maintenu par des chaînes et des cordes, et sujet à des violences pour lui faire comprendre les commandes de base.

## Sécurité des touristes étrangers en Thaïlande
La Thaïlande est une destination touristique majeure, attirant des millions de visiteurs chaque année. Toutefois, des incidents impliquant des touristes étrangers ont soulevé des préoccupations concernant la sécurité et les soins médicaux d'urgence dans le pays.
En décembre 2023, un touriste taïwanais, identifié comme M. Chen, a été victime d'un accident de la route à Bangkok. Bien qu'inconscient, il a été transporté par une équipe de secours à un hôpital privé situé à seulement 500 mètres du lieu de l'accident. Cependant, le personnel de l'hôpital aurait refusé de l'admettre, invoquant l'absence de proches pour garantir le paiement des soins. M. Chen a ensuite été transféré dans un hôpital public à environ 10 kilomètres, où il est décédé des suites de ses blessures,. Cet incident a suscité une enquête du ministère thaïlandais de la Santé publique. Selon la loi thaïlandaise, tous les hôpitaux, publics ou privés, sont tenus de fournir des soins d'urgence à toute personne, quelle que soit sa nationalité ou sa capacité à payer. Le refus de traitement dans de telles circonstances peut entraîner des sanctions pénales, notamment une amende pouvant aller jusqu'à 40 000 bahts et/ou une peine d'emprisonnement pouvant atteindre deux ans.
En outre, des rapports indiquent que la Thaïlande est le pays étranger où le plus grand nombre d'Australiens sont décédés en 2023-2024, avec 324 décès enregistrés. Ces décès sont principalement attribués à des accidents de la route, des noyades et des problèmes médicaux. Les autorités australiennes recommandent aux voyageurs de faire preuve d'une grande prudence, de souscrire une assurance voyage complète et de respecter les lois locales.
Ces incidents ont conduit les autorités thaïlandaises à envisager la mise en place d'une assurance médicale obligatoire pour les touristes étrangers, financée par une taxe touristique, afin de garantir l'accès aux soins d'urgence et de renforcer la confiance des visiteurs.
En janvier 2025, l'enlèvement de l'acteur chinois Wang Xing a suscité une vive inquiétude parmi les touristes chinois. Attiré en Thaïlande sous prétexte d'une audition, il a été enlevé et transféré dans un centre d'escroquerie en ligne à Myawaddy, au Myanmar. Il a été secouru par les autorités thaïlandaises et rapatrié en Chine. Cet incident a entraîné une baisse significative des réservations de touristes chinois, notamment à Pattaya, où les arrivées ont diminué de 30 % pendant le Nouvel An chinois 2025. Face à ces préoccupations, le gouvernement thaïlandais a intensifié ses efforts pour rassurer les touristes chinois, notamment en diffusant une vidéo du Premier ministre générée par intelligence artificielle, s'adressant en mandarin pour garantir la sécurité des visiteurs.